# Atrophia glacialis
Atrophia glacialis är en kräftdjursart som först beskrevs av Georg Ossian Sars 1900.  Atrophia glacialis ingår i släktet Atrophia och familjen Lubbockiidae. Inga underarter finns listade i Catalogue of Life.